# Henrik Kauffmann
Henrik Kauffmann (Francoforte sul Meno, 26 agosto 1888 – Skodsborg, 5 giugno 1963) è stato un diplomatico e politico danese ambasciatore negli USA durante la seconda guerra mondiale.

## Carriera
Il 9 aprile 1941, primo anniversario dell'invasione tedesca della Danimarca, firmò di sua initiativa "in nome del Re" (I Kongens Navn) un "Trattato sulla Difesa della Groenlandia"  autorizzando gli USA a difendere le colonie danesi in Groenlandia da eventuali attacchi tedeschi. Il trattato fu firmato dal segretario di stato statunitense Cordell Hull e approvato dal Presidente Franklin D. Roosevelt il 7 giugno 1941.
Il trattato di Kauffmann fu approvato dai funzionari locali in Groenlandia ma dichiarato non valido dal governo danese a Copenaghen. Kauffmann ignorò questa protesta dicendo che la Danimarca era occupata da una potenza straniera e, di conseguenza, considerava il governo incapace di proteggere gli interessi danesi. Il governo rispose accusando Kauffmann di alto tradimento e licenziandolo. Kauffmann ignorò entrambe le azioni e rispose esortando i diplomatici danesi di tutto il mondo a non seguire le istruzioni di Copenaghen.

## Riabilitazione
La revoca dei provvedimenti contro Kauffmann fu una delle prime decisioni prese dal parlamento danese a seguito della liberazione della Danimarca nel maggio 1945. Kauffmann fu Ministro senza Portafoglio dal 12 maggio al 7 novembre 1945.